# Fatma Zohra Boukhatem
Fatma Zohra Boukhatem, née le 18 septembre 2006 à Skikda, est une gymnaste artistique algérienne.

## Carrière
Fatma Zohra Boukhatem termine à la 16e place du concours général individuel des Jeux méditerranéens de 2022 à Oran.
Aux Championnats d'Afrique de gymnastique artistique 2022 au Caire, elle est médaillée de bronze par équipes.
Aux Jeux panarabes de 2023 à Oran, elle est médaillée d'argent du concours général individuel et au sol ainsi que médaillée de bronze aux barres asymétriques.